# District de Paracas
Le district de Paracas est l’un des districts de la province de Pisco dans la région d'Ica au Pérou.

## Localités
- Paracas (ville)
- Réserve nationale de Paracas

## Crédit d'auteurs
- (es) Cet article est partiellement ou en totalité issu de l’article de Wikipédia en espagnol intitulé « Distrito de Paracas » (voir la liste des auteurs).